# محمد بن إبراهيم الكندي
محمد بن إبراهيم الكندي هو محمد بن إبراهيم بن سليمان بن محمد بن عبد الله بن المقداد الكندي السمدي النزوي، (508 هـ - 1115 م)، يكنى أبو عبد الله. أحد كبار أئمة الإباضية، قاض فقيه ، وناظم للشعر، عاش في القرن الخامس. كان مرجع المسلمين وإمامهم في وقته، وقد كان واسع الاطلاع على ما دوّنه العلماء والفقهاء من قبله؛ سواء من علماء المذهب الإباضي أو من غيره. صاحب كتاب بيان الشرع أحد أهم كتب الإباضية.
وبيان الشرع يعول عليه العلماء في كشف أغوار المسائل الفقهية، وحل العويصات الشرعية واستبيان أصول الأحكام وأصول الدين وصحة العقيدة.

## آثاره العلمية
- بيان الشرع الجامع للأصل والفرع
- العبيرية: قصيدة من البحر الطويل في وصف الجنة وما أعدّ الله فيها لأهلها، تقع في 83 بيتا، وهي من أروع القصائد وأجملها، وقد اعتنى بها جماعة من العلماء.
- النعمة: أرجوزة طويلة في أصول الشريعة وفروعها، وقد ختمها بخاتمة في المواعظ والنصائح، وتقع الأرجوزة في أربعين بابا، وعدد أبياتها 2028 بيتا تقريبا، وهي من أوائل ما نظم عند الإباضية في أصول الشريعة وفروعها.

## الوفاة
توفي عشية الثلاثاء 10 رمضان 508هــ/ 7 فبراير 1115م، وقيل: ليلة الأربعاء لاثنتي عشرة ليلة خلت من شهر رمضان سنة 508هــ/ 9 فبراير 1115م.